# بوفاريك
بوفاريك هي إحدى بلديات ولاية البليدة ومركز دائرة بوفاريك. تتوسط سهل متيجة وتعلو عن سطح البحر ب 41 مترا.
تبعد عن مقر الولاية ب 13 كم وبـ 35كم عن الجزائر العاصمة. يوجد فيها مطار عسكري. ولأن هذه المنطقة كانت من أكثر المدن التي عاش واستقر الفرنسيون فيها أطلق عليها اسم باريس الصغيرة (بالفرنسية: la petite Paris)‏.
كونها جزء من سهل متيجة، وذات تربة غنية وخصبة، فهي تشتهر بزراعة أشجار الفاكهة خاصة البرتقال وأنواع الحمضيات. كما تشتهر بصناعة الزلابية.

## تسمية
سميت المدينة نسبة للشريف أبو فريك  الحسني وذكر إبن حزم أن إبن فريك أنه من أحفاد جعفر بن الحسن المثنى في كتابه الشهير جمهرة الانساب حيث قال:
| بوفاريك | وغزن وتبكان ابنا جعفر بن أبي العباس المذكور، وابن عمهما لخا: غيلان ومركزييد ابن أبي إسحاق بن أبي العباس المذكور، والمصرى ، وأبو حاج ، وقليف ، وأبو فريك الكبير | بوفاريك |

## جغرافيا

### تضاريس
الإحداثيات الجغرافية لبوفاريك هي خط عرض 36.574 درجة وخط طول 2.912 درجة و 49 مترًا فوق مستوى سطح البحر.
تُظهر التضاريس في 3 كيلومترات المحيطة ببوفاريك اختلافات طفيفة فقط في الارتفاع ، مع اختلاف أقصى في الارتفاع يبلغ 72 مترًا ومتوسط ارتفاع فوق مستوى سطح البحر يبلغ 49 مترًا.
في الـ 16 كيلومترًا ، اختلافات طفيفة في الارتفاع فقط (1526 مترًا). في حدود 80 كيلومترًا ، تظهر أيضًا اختلافات شديدة في الارتفاع (1،651 مترًا).
تغطي المنطقة الواقعة على بعد 3 كيلومترات من بوفاريك الأراضي الزراعية (56٪) والأسطح الاصطناعية (22٪) ، ضمن 16 كيلومترًا من الأراضي الزراعية (58٪) والأسطح الاصطناعية (16٪) وضمن 80 كيلومترًا بالمياه (39٪) و أراضي المحاصيل (33٪).

### مناخ
يستمر الموسم الحار لمدة 2.9 شهرًا ، من 20 يونيو إلى 18 سبتمبر ، بمتوسط درجة حرارة مرتفعة يوميًا أعلى من 30 درجة مئوية. أكثر شهور السنة سخونة في بوفاريك هو أغسطس ، بمتوسط مرتفع يبلغ 33 درجة مئوية و 20 درجة مئوية.
يستمر الموسم البارد لمدة 4.0 أشهر ، من 22 نوفمبر إلى 21 مارس ، بمتوسط درجة حرارة مرتفعة يومية أقل من 72 درجة فهرنهايت. أبرد شهور السنة في بوفاريك هو يناير ، بمتوسط درجة حرارة صغرى 5 درجات مئوية وحد أقصى 17 درجة مئوية.

## تاريخ المدينة

### عهد الإحتلال الفرنسي

#### تأسيس المركز الإستيطاني

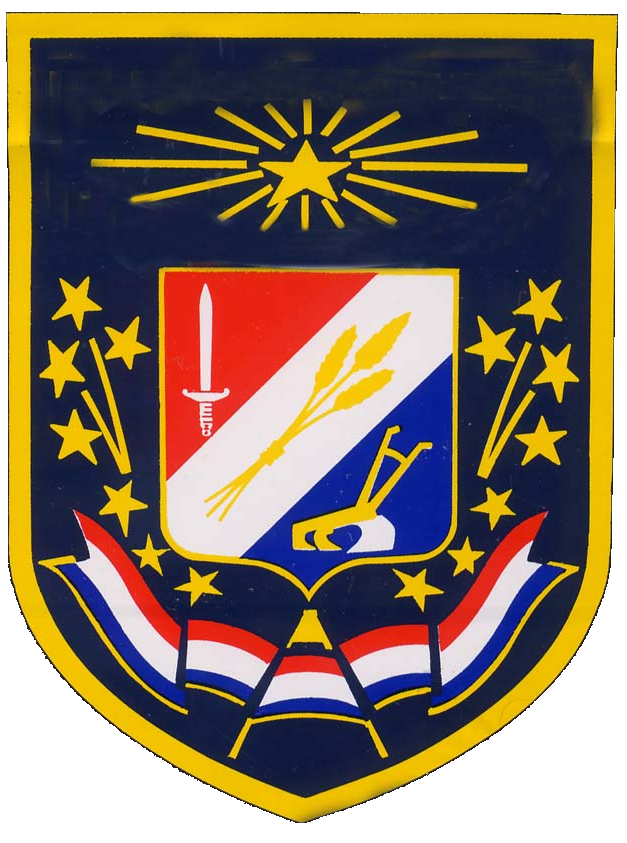
شعارالمدينة إبان الاستعمار الفرنسي

في عام 1835، وبعد معارك شرسة مع السكان الأصليين، استقر الجنود الفرنسيون بشكل دائم في السهل الذي سمي معسكر أرلون (بالفرنسية: Camp d'Erlon)‏. تأسست مدينة بوفاريك قرب المعسكر سنة 1836 بقرار من برتراند كلوزال. هذا الأخير، باع الكثير من الأراضي إلى المستوطنين الذين وصلوا بأعداد كبيرة رغم صعوبة الحياة للفرنسيين، وذلك بسبب انعدام الأمن والأمراض التي تزدهر في المستنقعات المجاورة، مثل الزحار والملاريا. للتغلب على هذه المشاكل، كان المستوطنون في صراع دائم مع السكان الأصليين وبدأوا بتجفيف المستنقعات. تحت قيادة الرقيب Blandan، بدأ العمل في 1843، فتم ربط قنوات الصرف سنة 1847، باستخدام أسرى المعارك في الأعمال الشاقة، في حين تم بناء كنيسة ومدرسة. بعد ذلك بعامين، أغلق معسكر الجيش وعوض بآخر للدرك.
وفي عام 1851، وسعت الشوارع، وزرعت الأشجار وبني المسرح إضافة إلى محطة قطار. وفي وقت لاحق، أقيم مطار.
وفد على بوفاريك المستوطنون بشكل مكثف لخصوبة أرضها وتوفر المشاريع الزراعية من جهة ولتوفر اليد العاملة التي تعمل مقابل عمولة من الإنتاج (الخماسين) حيث كان العمال يتقاضون خمس إنتاجهم. أوحت أشجار البرتقال لسهل متيجة في عام 1936 إلى طبيب إسباني تريجو Trigo بفكرة مشروب غازي من عصير البرتقال سمي أورنجينا Orangina.

## الإقتصاد

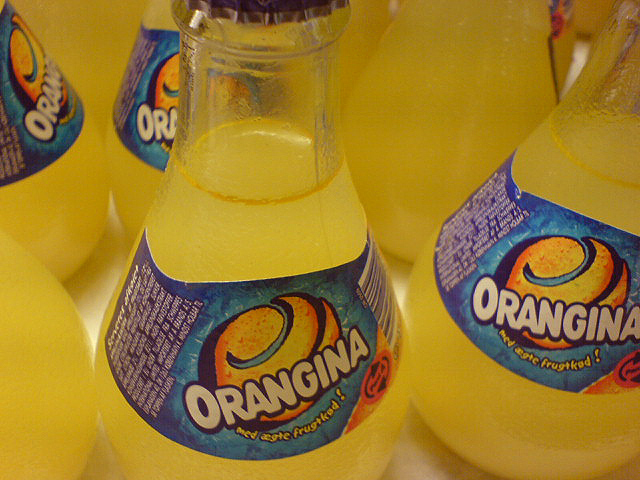
أورونجينانقل منتوج حمود بوعلام

### الصناعة
تعد مدينة بوفاريك مقر توطين صناعي للعديد من الصناعات مثل الصناعات الخفيفة مثل صناعة عصير البرتقال والمعروف على الصعيد الوطني إضافة إلى الصناعة الصيدلانية إذ تنتج أقلام الأنسولين المركبة  دون نسيان صناعات الفولاذ وصناعة الأثاث والصناعات الغذائية والتقليدية مثل صناعة زلابية بوفاريك وتواجد وحدة إنتاج حمود بوعلام 

### التجارة
تعرف بوفاريك أيضا بسوقها الشهير للخضر والفواكه، والذي يلبي حاجيات العديد من المدن المجاورة وحتى الآتين من بعيد، يضم السوق 91 مربع، و 170 مربع غير ثابت، 01 نقب مائي مجهز، قصابة، وحدات للتبغ والكبريت، جزء مخصص لبيع السيارات والمواشي في الجهة الجنوبية للسوق، كما تتحول مساحة السوق يوم الإثنين إلى سوق أسبوعي تباع في مختلف الأشياء.

### الفلاحة
تشتهر منطقة بوفاريك بزراعة أشجار الحمضيات إذ تلقب بعاصمة البرتقال خاصة أن المنطقة تقع بسهل المتيجة الذي يعد من اخصب سهول الجزائر وتنضم المدينة إحتفالا خاصا بعيد البرتقال الذي عاد مؤخرا بعد إنقطاع طويل بسبب الأزمة الأمنية التي مرت بها الجزائر سنوات التسعينيات إلا ان التوسع العمراني إلتهم العديد من الأراضي وبدأ يهدد الحمضيات

## المواصلات

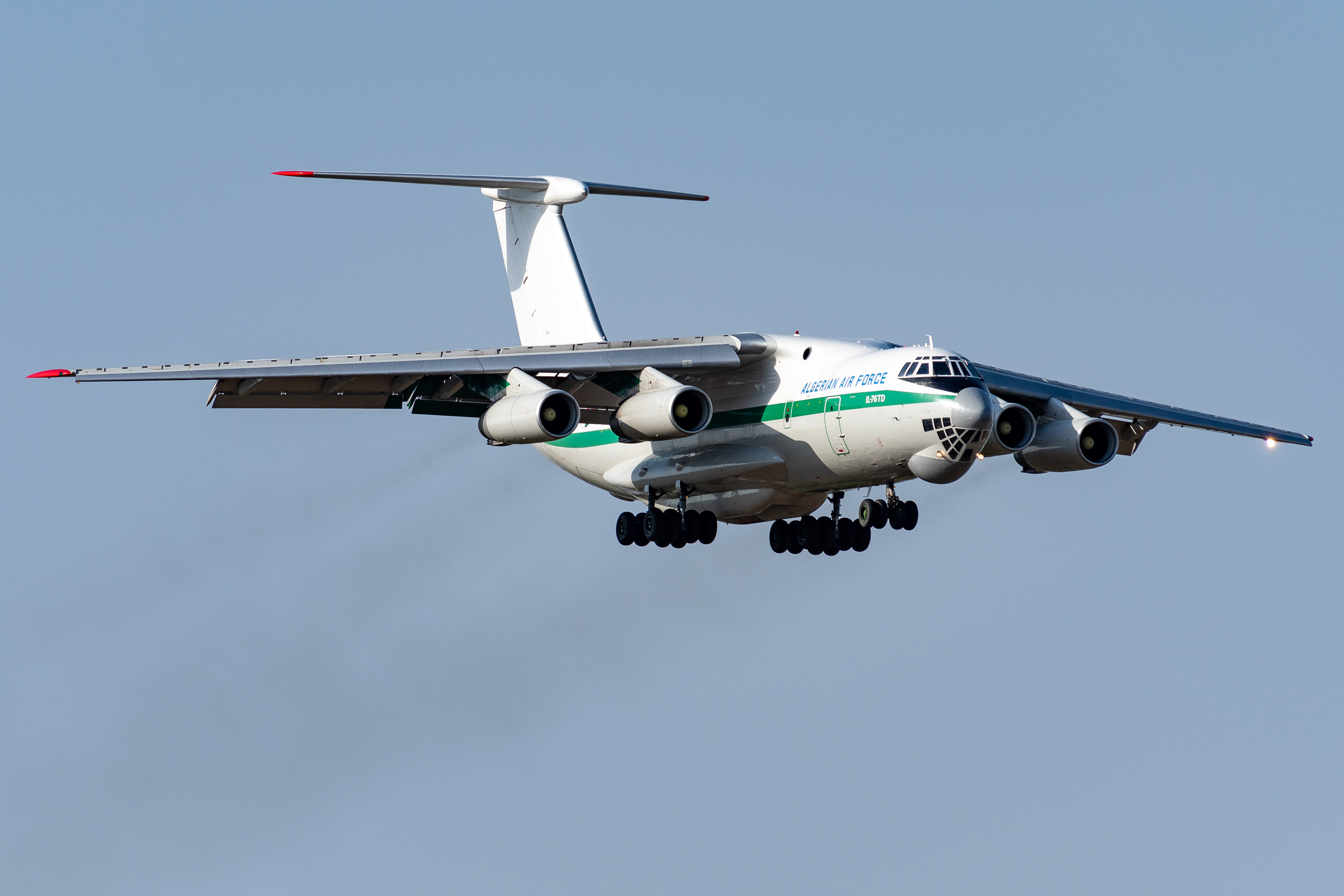
طائرة مقلعة من مطار بوفاريك

- طائرة مقلعة من مطار بوفاريكالطريق الوطني رقم 04
- الطريق سيارشرق غرب
- المطارالعسكري
- محطة القطار بوفاريك
- الطريق الولائي رقم 12
- الطريق الولائي رقم 135

## منشآت

### رياضية
يوجد ببوفاريك 02 ملاعب كرة قدم:
- 2 ملعب بريان الملعب الجواري
- 05 قاعات رياضية

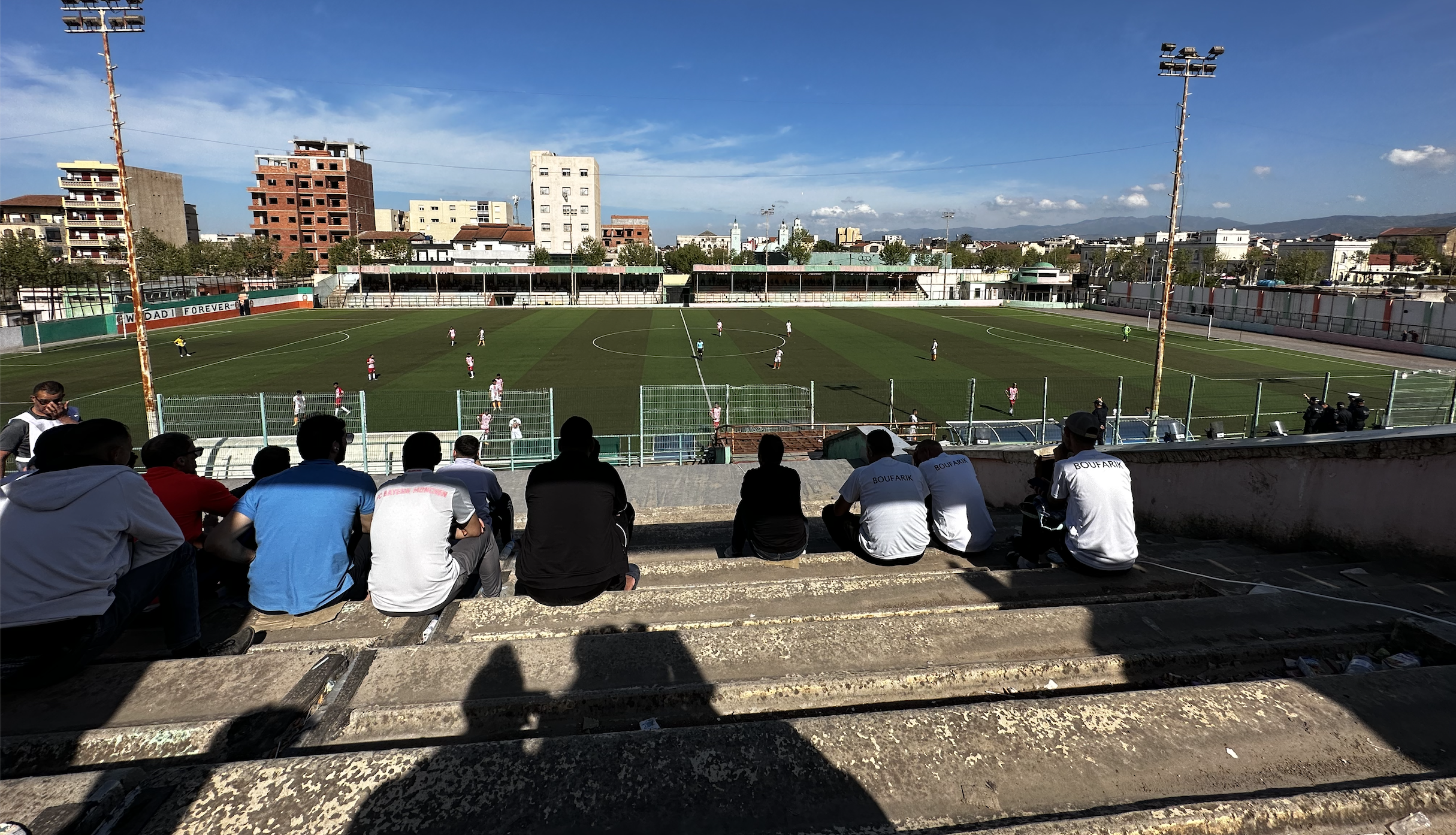
ملعب رقاز

- ملعب محمد رقاز الذي يتسع لـ: 12 ألف متفرج،
- قاعة موسى شيراف متعددة الرياضات.

## الرياضة

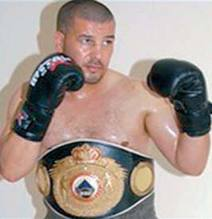
أحمد بن قاسمية

من أشهر الرياضات في مدينة بوفاريك هي كرة السلة والملاكمة ،أما بخصوص كرة القدم فقد تأسس فريق وداد بوفاريك من طرف بعض الشباب من الرياضيين سنة 1945م، أثنــاء الحقبة الاستعمارية كان الفريق ينشط في الأقسام المتوسطة شأنه شأن باقي الفرق الجزائرية آنذاك وبعدها تم وقـف كل النشاطات أثناء الثورة التحريرية (1954-1962).
بعــد استقلال الجزائـر عادت ال WAB لنشاطها ولعبت في القسم الشرفي، موســم1967-1968 .
صعـد الفريـق إلى القسـم الثاني، ثم صعـد إلى القسـم الأول في موسم 1978-1979، ثم عاود السقوط بعد عدة سنوات وفي عام 2016 صعد وداد بوفاريك إلى القسـم الثاني.

## صور للمدينة

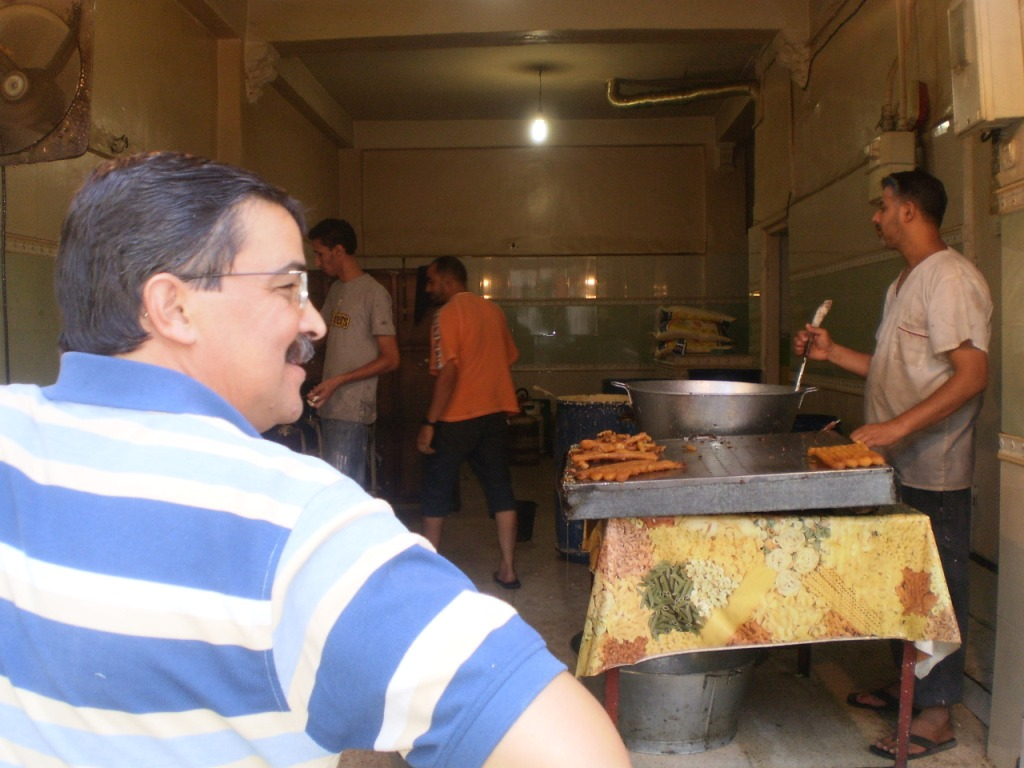
محل بيع زلابية في بوفاريك
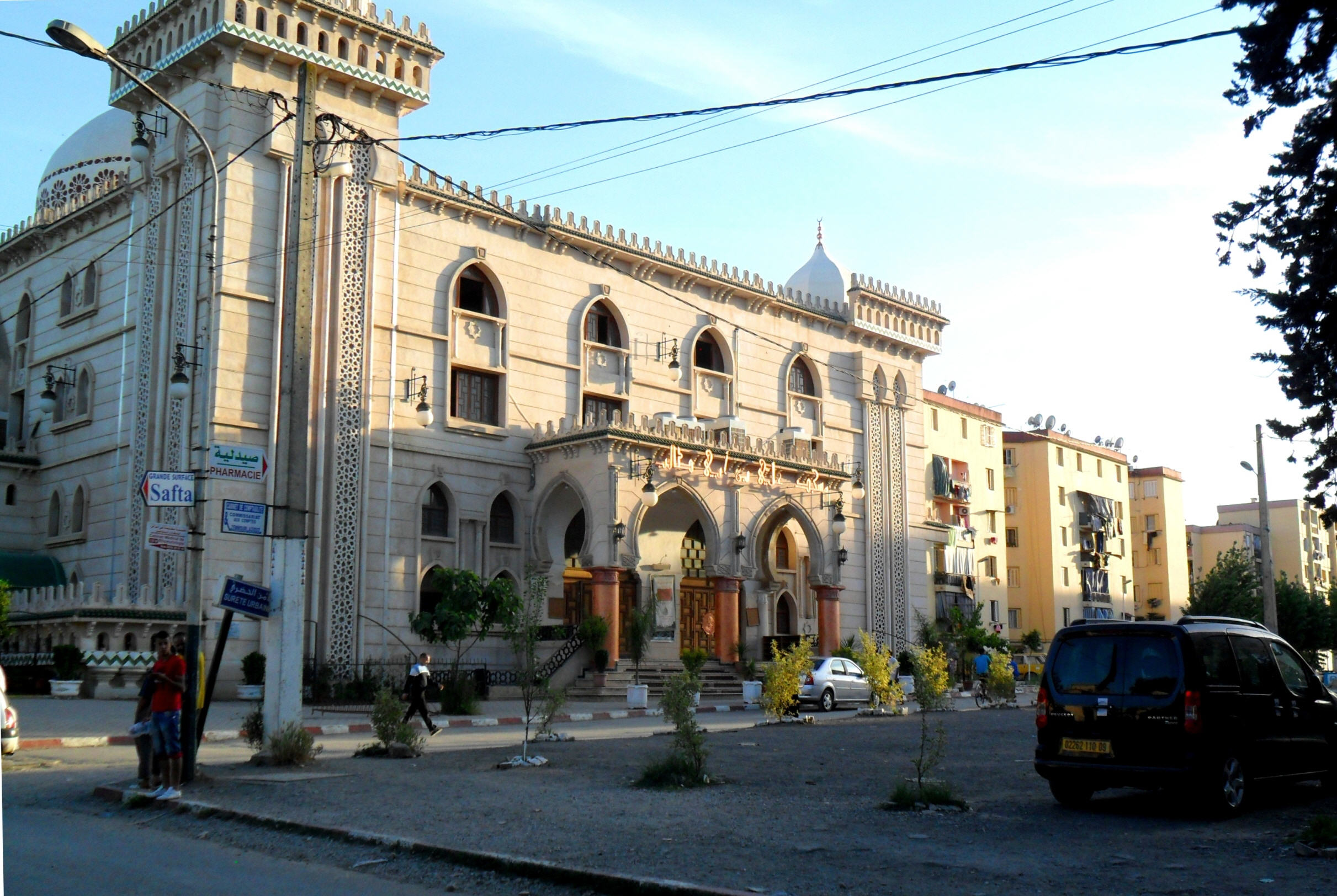
مسجد علي بن أبي طالب.
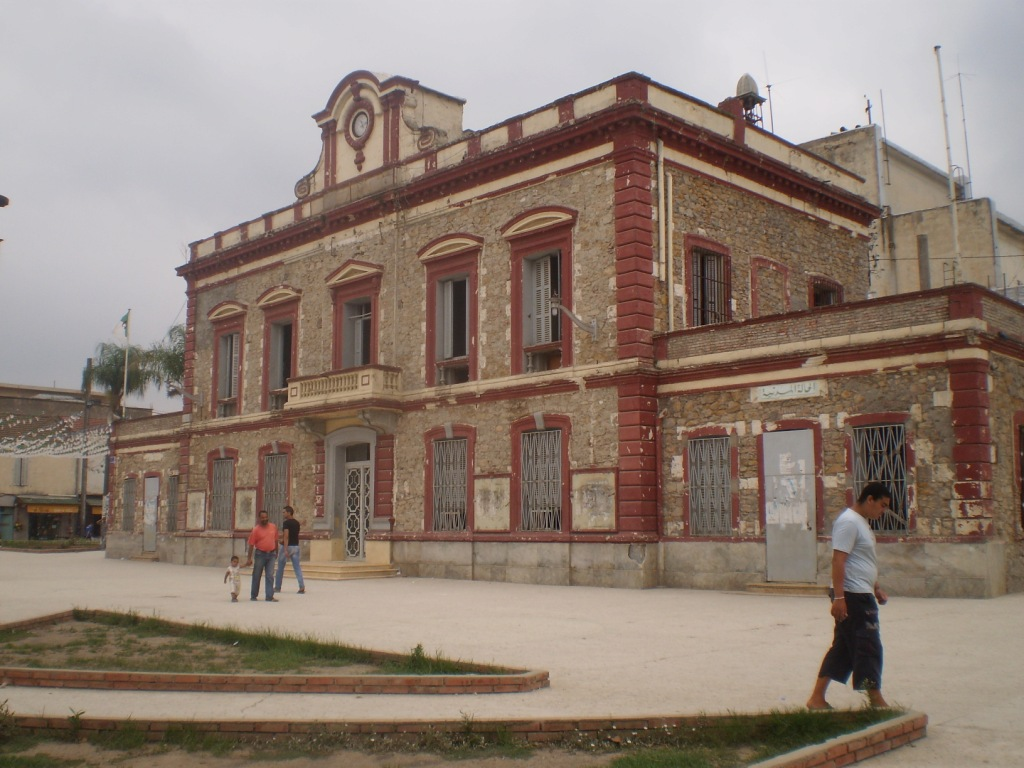
دار البلدية
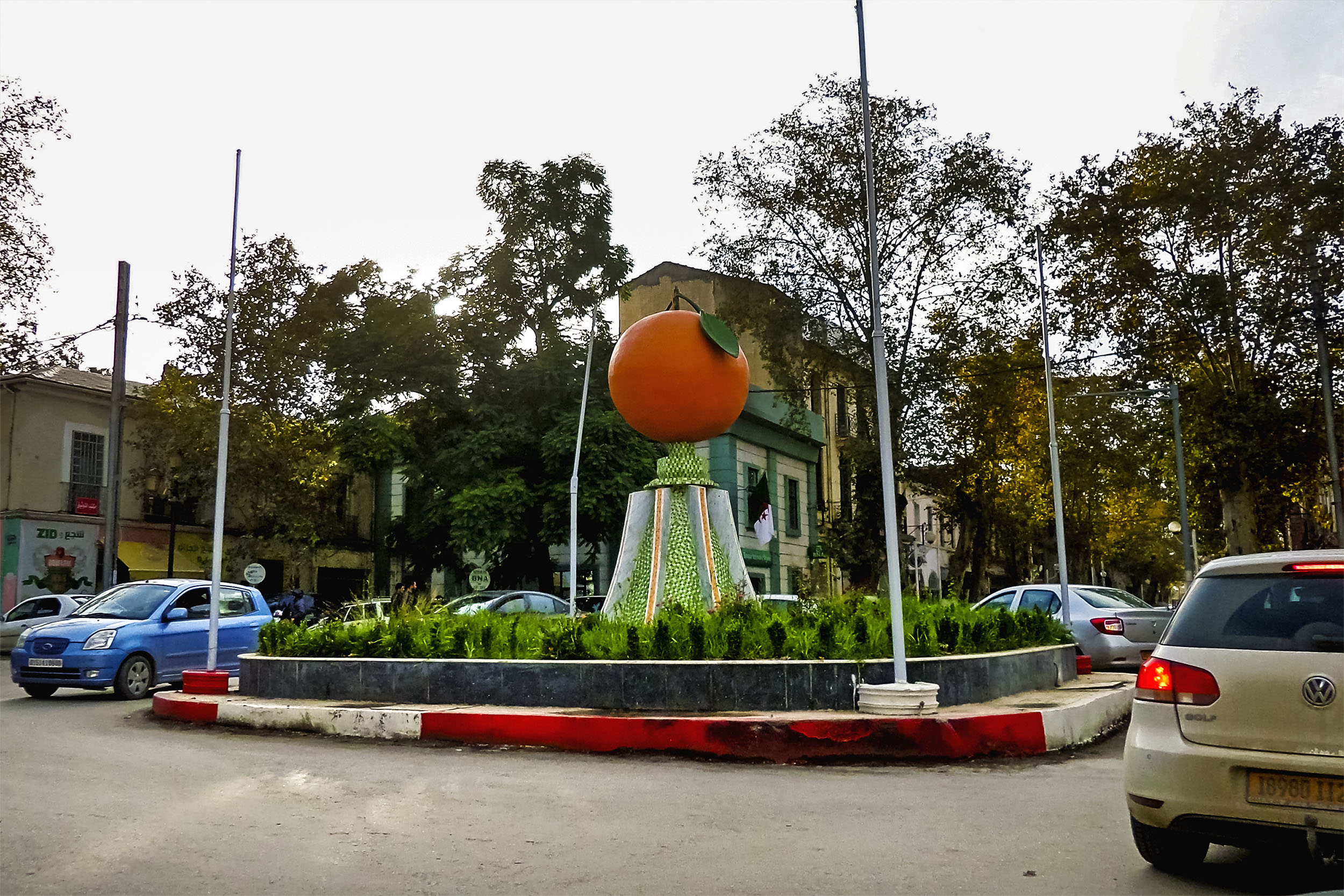
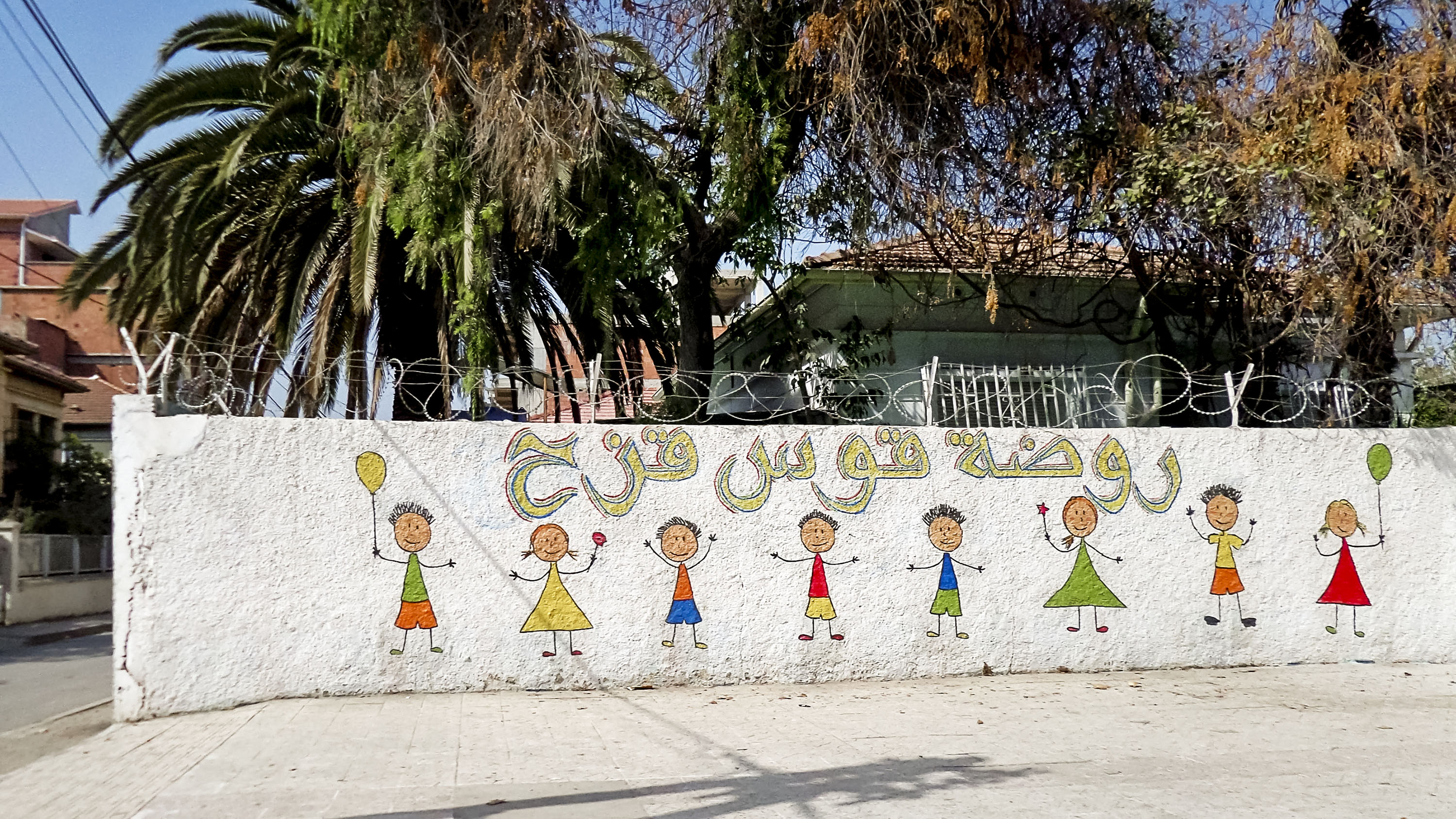
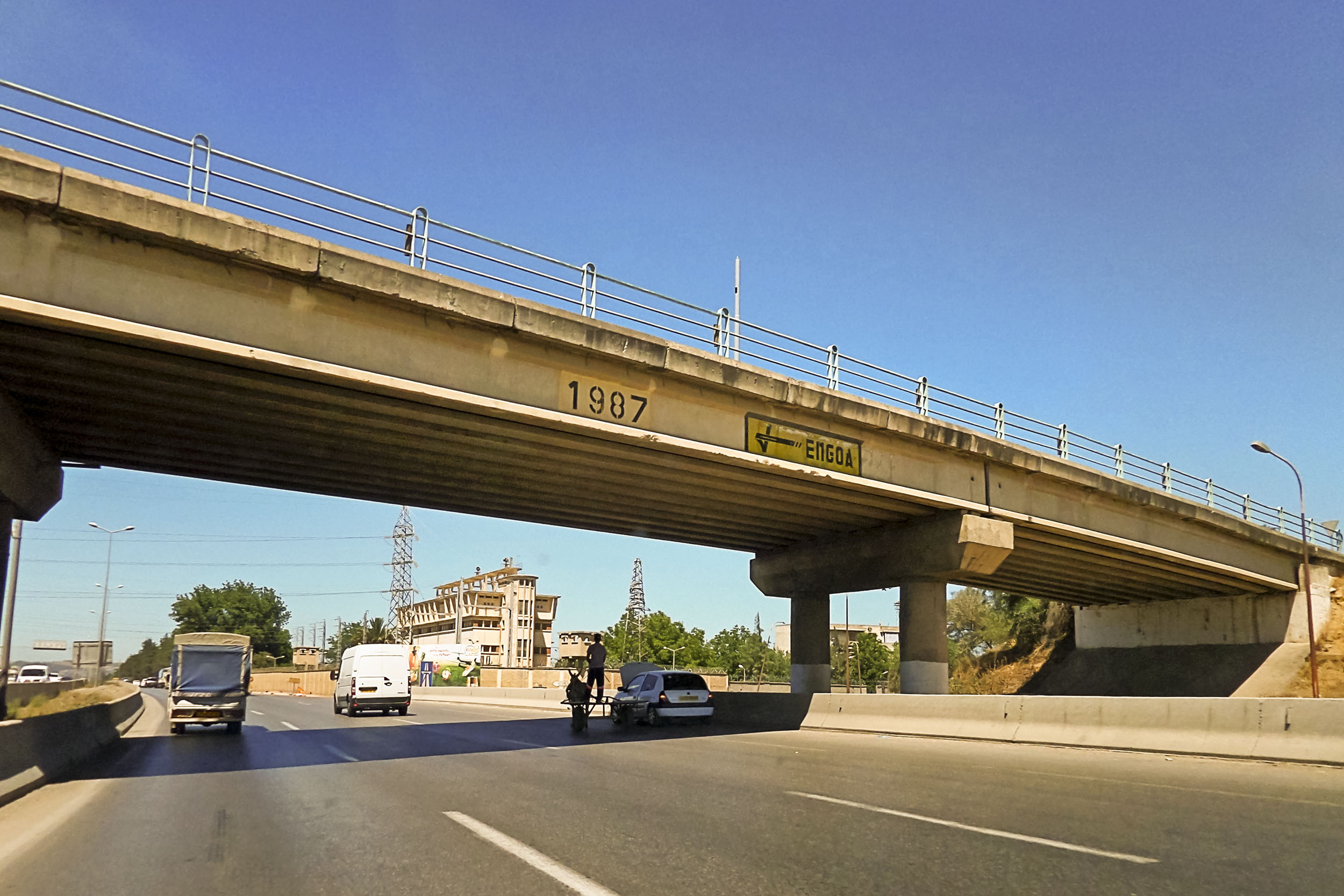
الطريق السيار شرق غرب

## وصلات خارجية
- موقع عن مدينة بوفاريك وأهلها
- بوفاريك.. مدينة تصنع شهرتها الزلابية